# Kutulik
Kutulik (in russo Кутулик?) è un villaggio della Russia, situato nell'Oblast' di Irkutsk; è il centro amministrativo del distretto Alarskij.
Si trova 180 km a nord-ovest di Irkutsk. Nel villaggio c'è l'omonima stazione della Ferrovia Transiberiana.